# Joseph E. Hallonquist
Joseph Eskel Hallonquist (Mission, 13 aprile 1895 – Moose Jaw, 22 agosto 1958) è stato un aviatore canadese.
Fu un asso dell'aviazione della prima guerra mondiale accreditato con cinque vittorie aeree.

## Biografia e prima guerra mondiale
Quando iniziò la prima guerra mondiale, Hallonquist era capo commesso di una banca nella British Columbia. Si unì al 19th Reserve Battalion della Canadian Expeditionary Force, per trasferirsi subito al Royal Flying Corps. Si preparò con No. 26 Squadron RFC e No. 73 Squadron RFC prima di essere inviato dal 23 gennaio 1918 al No. 28 Squadron RAF in Italia come capitano onorario. Ottenne la prima vittoria il 17 aprile 1918. Nella sua quarta vittoria confermata il 13 luglio abbatté l'asso dell'Impero austro-ungarico Ferdinand Udvardy; sebbene Hallonquist fosse accreditato dell'abbattimento, Udvardy sopravvisse. Il 29 ottobre 1918, Hallonquist fu abbattuto dal fuoco antiaereo e trascorse un breve periodo come prigioniero di guerra prima di tornare in Canada.